# Croston
Croston is een civil parish in het bestuurlijke gebied Chorley, in het Engelse graafschap Lancashire met 2917 inwoners.

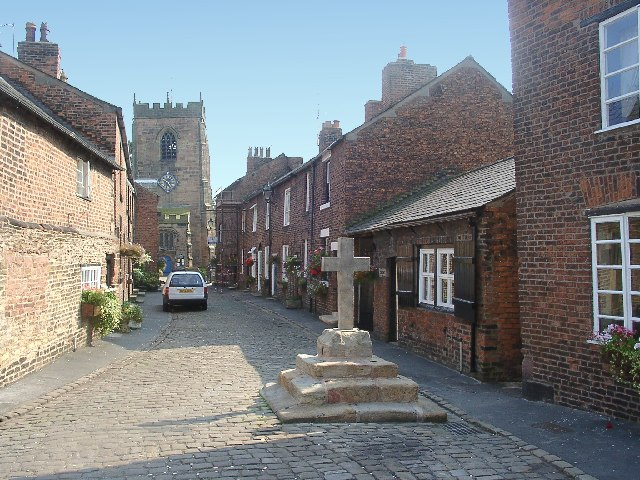
Church Street